# Guido Gallese
Guido Gallese (* 18. března 1962, Janov) je italský římskokatolický duchovní a biskup Alessandrie.

## Život
Narodil se 18. března 1962 v Janově.
Vstoupil do arcibiskupského semináře v Janově. Dne 29. září 1990 byl arcibiskupem Giovannim Canestrim vysvěcen na kněze. Stal se vicerektorem semináře. Roku 1995 získal na Janovské univerzitě titul z matematiky. Poté byl farním vikářem San Giuseppe di Priaruggia v Genova Quarto. Spravoval také farnosti v Calvari, Davagna, Marsiglia, Moranego a Rosso. Studoval na Papežské univerzitě Svatého Kříže, kde obdržel licenciát z filosofie.
Od roku 2007 vyučoval na Papežské teologické fakultě Severní Itálie a byl zodpovědný za pastoraci mládeže v janovské arcidiecézi. Dne 11. února 2008 byl jmenován ředitelem diecézního odboru pro univerzitu a členem kněžské rady.
Dne 20. října 2012 jej papež Benedikt XVI. jmenoval biskupem Alessandrie. Biskupské svěcení přijal 11. listopadu z rukou kardinála Angela Bagnasca a spolusvětiteli byli kardinál Giuseppe Versaldi a biskup Luigi Ernesto Palletti.